# ماکسین آلتون
ماکسین آلتون (انگلیسی: Maxine Alton؛ ۳ مه ۱۸۸۶ – June 16, 1954 (aged 68)) فیلم‌نامه‌نویس، نمایشنامه‌نویس، رمان‌نویس، بود.